# Kawakita Mayuko
Kawakita Mayuko (河北 麻友子 Kawakita Mayuko, sinh ngày 28 tháng 11 năm 1991) là một nữ diễn viên, người mẫu người Nhật Bản/Mỹ, được biết đến với vai diễn Rena trong Fashion Story: Model, chương trình truyền hình Hirunandesu! trên Nippon Television, và Sekai no Hatemade Itte Q!. Cô là người chiến thắng năm 2003 của Cuộc thi Japan Bishōjo Contest, một cuộc thi sắc đẹp do Oscar Promotion tổ chức.

## Các phim, chương trình đã tham gia

### Truyền hình
- Sekaigumi TV (Fuji TV, 2005-2006), Mayu[7][8]
- Gakkō ja Oshierarenai! Tập 2 (NTV, 2008)
- Orthros no Inu (TBS, 2009), Shiho Aoi[9]
- Bikōjō Keikaku: Suzuki Rinko, 20-sai (KTV, 2010), Rinko Suzuki[10]
- Best Friend (NHK 1seg2, 2010)
- Don Quixote (NTV, 2011), Eri[11]
- Thumbs up! (BS Fuji, 2011), Reiko[12]
- Mōsō Sousa: Kuwagata Kōichi Junkyōju no Stylish na Seikatsu (TV Asahi, 2012), Mizuho Yamamoto[13]
- Sprout (NTV, 2012), Kiyoka Taniyama[14]
- Tokusō Shirei!  Aichi Police (Nagoya Broadcasting Network, 2012-2013), chỉ huy đơn vị điều tra đặc biệt của Cảnh sát tỉnh Aichi [15]
- Mistake! Tập 2 (Fuji TV, 2013)[16]
- Mission: English Eiken Daisakusen (BS Fuji, 2013-2014), Mari Riviere[17]
- Power Game (NHK BS Premium, 2013), Aya Koike[18]
- Hakuba no  Ōji Sama Junai Tekireiki (YTV, 2013), Kaori Higashiyama[19]
- Kurokōchi (TBS, 2013), Tenten[20]
- Yae's Sakura Tập  43, Tập 44 (NHK, 2013), Umeko Tsuda[21]
- Mission: English Eiken Daisakusen Mùa 2 (BS Fuji, 2014), Mari Riviere[22]
- Shiratori Reiko de Gozaimasu! (tvk, 2016), Reiko Shiratori[23]
- Who Is Princess? (2021), Chính cô (tập 8)

### Web-drama
- Atelier (2015), Yuri Kōno[24]

### Phim
- Hitori Kakurenbo Gekijōban (2009), Ritsuko Uno[25]
- Professor Layton and the Eternal Diva (2009), Hall announcement[26]
- Fashion Story: Model (2012), Rena[3]
- Kū no Kyōkai (2013), Yūko Sawamura[27]
- Taka no Tsume Go: Utsukushiki Elleair Shōshū Plus (2013), Okitemasu Yorunī[28]
- Kumiko, the Treasure Hunter (2014), Kanazaki[29]
- Shiratori Reiko de Gozaimasu! The Movie (2016), Reiko Shiratori[30]
- Thám tử lừng danh Conan: Cú đấm Sapphire xanh (2019), Rechel Cheong (lồng tiếng)
- Rules of Living (2025)[31]

## Đời tư
Vào ngày 16 tháng 1 năm 2021, Kawakita kết hôn với một người đàn ông không phải là người nổi tiếng, tên của người này không được tiết lộ. Cô thông báo trên trang cá nhân của mình rằng cô đã sinh đứa con đầu lòng là một bé gái vào ngày 12 tháng 4 năm 2023.

## Sách và tạp chí

### Sách
- Kokuminteki Bishōjo: Dai 9-kai Zennihon Kokuminteki Bishōjo Contest (Koudansha, Tháng 10 năm 2003) ISBN 9784063645347

### Tạp chí
- Pretty Style, Shogakukan 2002-2011, như người mẫu độc quyền 2008-2011
- ViVi, Koudansha 1983-, là người mẫu độc quyền kể từ năm 2012